# Comuna Girov, Neamț
Girov este o comună în județul Neamț, Moldova, România, formată din satele Boțești, Căciulești, Dănești, Doina, Girov (reședința), Gura Văii, Popești, Turturești și Verșești.

## Așezare
Comuna se află în centrul județului, pe malurile Cracăului. Este străbătută de șoseaua națională DN15D, care leagă Piatra Neamț de Roman. La Girov, acest drum se intersectează cu șoseaua județeană DJ156A, care o leagă spre nord de Dobreni (unde se intersectează cu DN15C), Negrești și Crăcăoani (unde se termină tot în DN15C); și spre sud de Roznov (unde se intersectează cu DN15), Borlești, Tazlău și mai departe în județul Bacău de Balcani, Pârjol și Ardeoani (unde se termină în DN2G). Din DN15D, la Girov se mai ramifică două șosele județene: DJ208G, care duce spre nord la Ștefan cel Mare, Dragomirești, Războieni și Tupilați; și DJ157H, care duce spre sud-est la Dochia.

## Demografie
Componența etnică a comunei Girov
     Români (88,87%)
     Alte etnii (0,9%)
     Necunoscută (10,23%)
Componența confesională a comunei Girov
     Ortodocși (88,15%)
     Alte religii (1,22%)
     Necunoscută (10,63%)
Conform recensământului efectuat în 2021, populația comunei Girov se ridică la 4.760 de locuitori, în creștere față de recensământul anterior din 2011, când fuseseră înregistrați 4.645 de locuitori. Majoritatea locuitorilor sunt români (88,87%), iar pentru 10,23% nu se cunoaște apartenența etnică. Din punct de vedere confesional, majoritatea locuitorilor sunt ortodocși (88,15%), iar pentru 10,63% nu se cunoaște apartenența confesională.

## Politică și administrație
Comuna Girov este administrată de un primar și un consiliu local compus din 15 consilieri. Primarul, Ion Purcel[*], de la Partidul Social Democrat, este în funcție din 1 noiembrie 2024. Începând cu alegerile locale din 2024, consiliul local are următoarea componență pe partide politice:
|  | Partid                          | Consilieri | Componența Consiliului | Componența Consiliului | Componența Consiliului | Componența Consiliului | Componența Consiliului |
|  | ------------------------------- | ---------- | ---------------------- | ---------------------- | ---------------------- | ---------------------- | ---------------------- |
|  | Partidul Național Liberal       | 5          |                        |                        |                        |                        |                        |
|  | Partidul Social Democrat        | 5          |                        |                        |                        |                        |                        |
|  | Alianța pentru Unirea Românilor | 2          |                        |                        |                        |                        |                        |
|  | Partidul S.O.S. România         | 1          |                        |                        |                        |                        |                        |
|  | Partidul PRO România            | 1          |                        |                        |                        |                        |                        |
|  | Partidul Puterii Umaniste       | 1          |                        |                        |                        |                        |                        |

## Istorie
La sfârșitul secolului al XIX-lea, comuna făcea parte din plasa Piatra-Muntele a județului Neamț și era formată din satele Girov, Conțești, Botești, Doina, Dănești, Balma și Jidești, având în total 1903 locuitori, ce trăiau în 495 de case. În comună existau șapte mori de apă, patru biserici și două școli. La acea vreme, pe teritoriul actual al comunei mai funcționa în aceeași plasă și comuna Căciulești, cu satele Căciulești, Gura Văii, Popești, Turturești și Verșești, cu o populație totală de 1243 de locuitori. În comuna Căciulești existau cinci mori de apă, cinci biserici și o școală.
Anuarul Socec din 1925 consemnează cele două comune în plasa Piatra a aceluiași județ. Comuna Girov avea 2350 de locuitori în satele Botești, Conțești, Dănești, Doina și Girov; în vreme ce comuna Căciulești avea aceeași alcătuire (plus cătunul Mărățăi) și o populație de 1995 de locuitori.
În 1950, comunele au fost arondate raionului Piatra Neamț din regiunea Bacău. În 1968, ele au revenit la județul Neamț, reînființat. Tot atunci, comunele Căciulești și Dochia au fost desființată, satele lor trecând la comuna Girov, iar satul Conțești a fost și el desființat și comasat cu satul Girov. Comuna Dochia a fost reînființată în 2003, când satele ei (Bălușești și Dochia) s-au separat din nou de comuna Girov.